# 沃斯滕戈瑟河
52°05′13″N 7°44′45″E / 52.0868711°N 7.7458332°E
沃斯滕戈瑟河（德語：Wöstengosse），是德國的河流，位於該國西部，處於北萊茵-威斯特法倫州，屬於埃爾廷米倫巴赫河的支流，河道全長5公里，流域面積5平方公里。